# Чирки (Псковська область)
Чирки (рос. Чирки) — присілок в Новосокольницькому районі Псковської області Російської Федерації.
Населення становить 66 осіб. Входить до складу муніципального утворення Насвинська волость.

## Історія
Від 2015 року входить до складу муніципального утворення Насвинська волость.

## Населення
| 2001 | 2002 | 2010 |
| ---- | ---- | ---- |
| 72   | ↗88  | ↘66  |